# Polpettone di melanzane
Le polpettone di melanzane (« pain d'aubergine ») est un plat typique de la Riviera di Levante, qui se retrouve avec quelques variations dans les autres régions de Ligurie et au Tessin.
Le mot italien polpettone est adopté en français parfois avec un seul t, on parle de recette de polpetone ou de polpettone à la tessinoise,,.

## Dénomination
Polpettone est la plupart du temps traduit par « pain de viande », mais en italien il en existe des pains mixtes viande-légumes et d'autres sans viande spécialement en Ligurie : de courge, de pomme de terre, de pois, de cardon, de bette, d'épinard, etc.,,,. Il appartient à la famille des polpette et polpettoni (boulettes le plus souvent à base de viande), polpetta et polpettone dont Antonio Bazzarini donne la définition suivante : « aliments composés de pulpe (au sens de chair) battue et autres condiments, ». On trouve avec le même sens les termes polpetta di melanzane et polpette di melanzane. Il s'agit en Italie d'un secondo piatto : plat principal.
Le Dictionnaire classique italien-français traduit polpetta par « poulpeton, andouillette, boulette ». Poulpeton, qui se prononce poupeton, est un pain fait d'un hachis (de viande, poisson et/ou divers légumes et aromates, dans la cuisine de Provence ; c'est un hachis des restes de bouillabaisse lié avec un œuf et cuit dans un moule),. On faisait des godiveaux, sortes de pâté, de poupeton dans des poupetonnières, sorte de casserole à couvercle chauffant. Ne pas le confondre avec la pâtisserie popelin ou poupelin dont l'étymologie est incertaine.

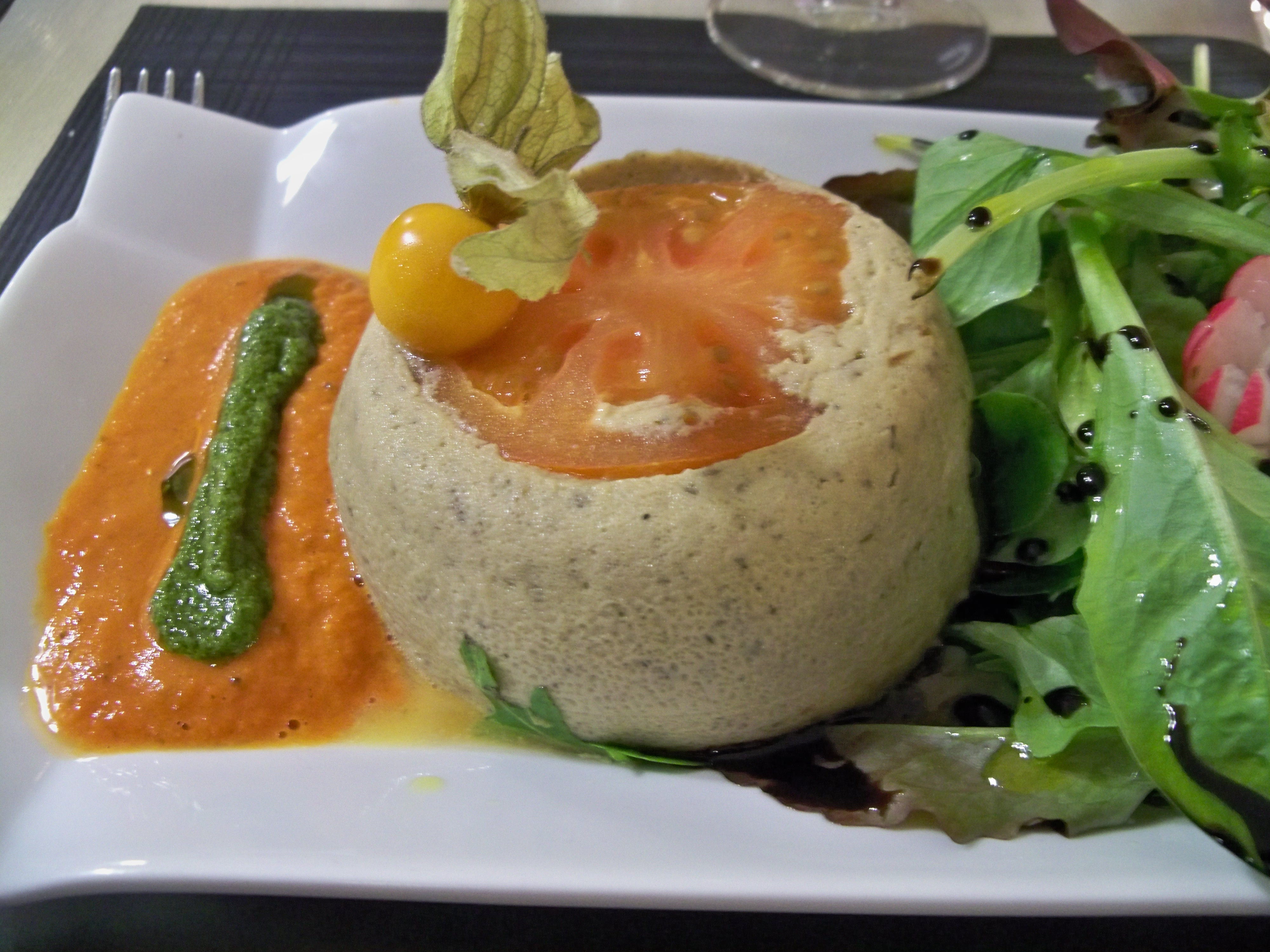
Le papeton d'aubergine évoque le polpettone d'aubergine.

L'étymologie souvent proposée est le latin pulpa (pulpe). En quoi il diffèrerait du papeton d'aubergine avignonnais — étonnamment proche dans sa composition et sa forme — mais dont l'étymologie serait le latin papare (manger) commune avec le papet vaudois. Il se présente sous forme d'un pain allongé et parfois sous la forme d'une tarte comme le furmagin da cion (fromage de cochon) des Grisons.

## Une diversité de recettes au gré des légumes du potager
Le polpettone appartient à la cuisine domestique, il est considéré comme économique (vide-frigo, utilisation des restes). Dans le dialecte ligure, il se nomme sciattamaiu (tueur de mari) car les maris en consommaient à en éclater,. Il réunit l'été, les légumes du potager, des herbes et parfois de la viande maigre de volaille.

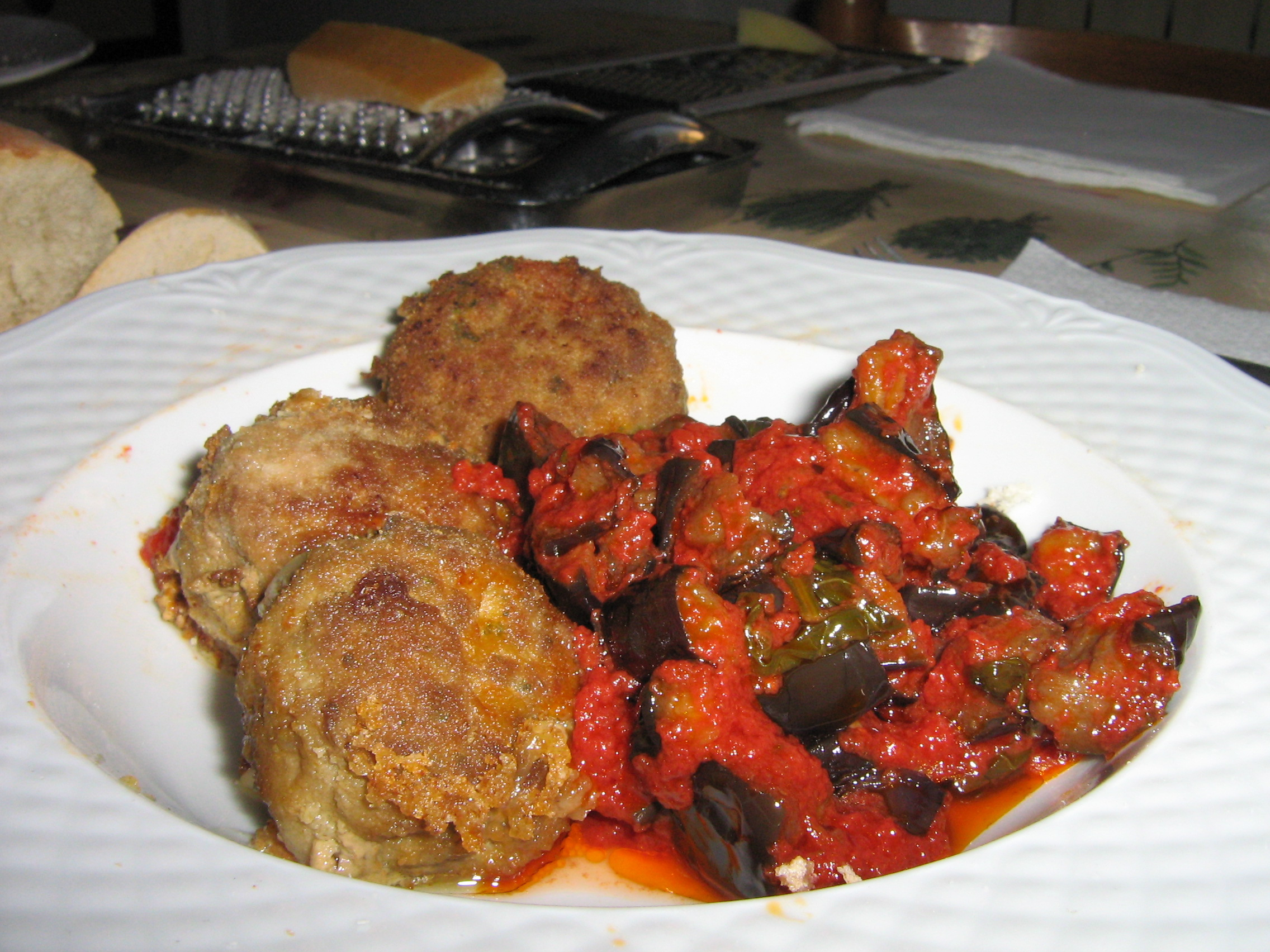
Polpette aux champignons accompagnées d'aubergines.

### Multiples ingrédients et façons de cuire
La pulpe des aubergines cuite à l'eau est hachée finement (et non passée au pilon). Le hachis est complété d'ail et de persil également hachés, de sel et de poivre dans sa version la plus simple. On y ajoute souvent de la chapelure ou du pain ainsi que de l'oignon, des amandes, des tomates, des champignons, du fromage (parmesan, de la mozzarella, de la ricotta) et des œufs. Le persil est fréquemment remplacé par le basilic et le thym. Le mélange est frit ou cuit au four chaud à 180-200 °C 350-400 °F pendant environ une demi-heure (ce qui le distingue d'une omelette garnie),. Des variantes de la recette incluent d'autres légumes d'été, par exemple les courges, courgettes et les haricots verts à Gênes, avec des modes de préparation proches. Il semble qu'il y a autant de variantes que cuisinières et de potagers.

### Que boire avec les polpettone d'aubergine?
En Italie, les vins blanc aromatiques servis frais sont préférés: Le ligures préconisent un vin blanc local aromatique, l'antique Vermentino riche en sels minéraux (monocépage blanc coloré de jaune fané, Favorita dans le Piémont et en Corse) ou un Cortese di Gavi. Les napolitains qui cuisent à la friture leur polpettone d'aubergine boivent un blanc local aux arômes délicats (fleurs blanches, fruits exotiques), le Campi Flegrei Falanghina . En France, ce sont le rosés secs du sud-est.

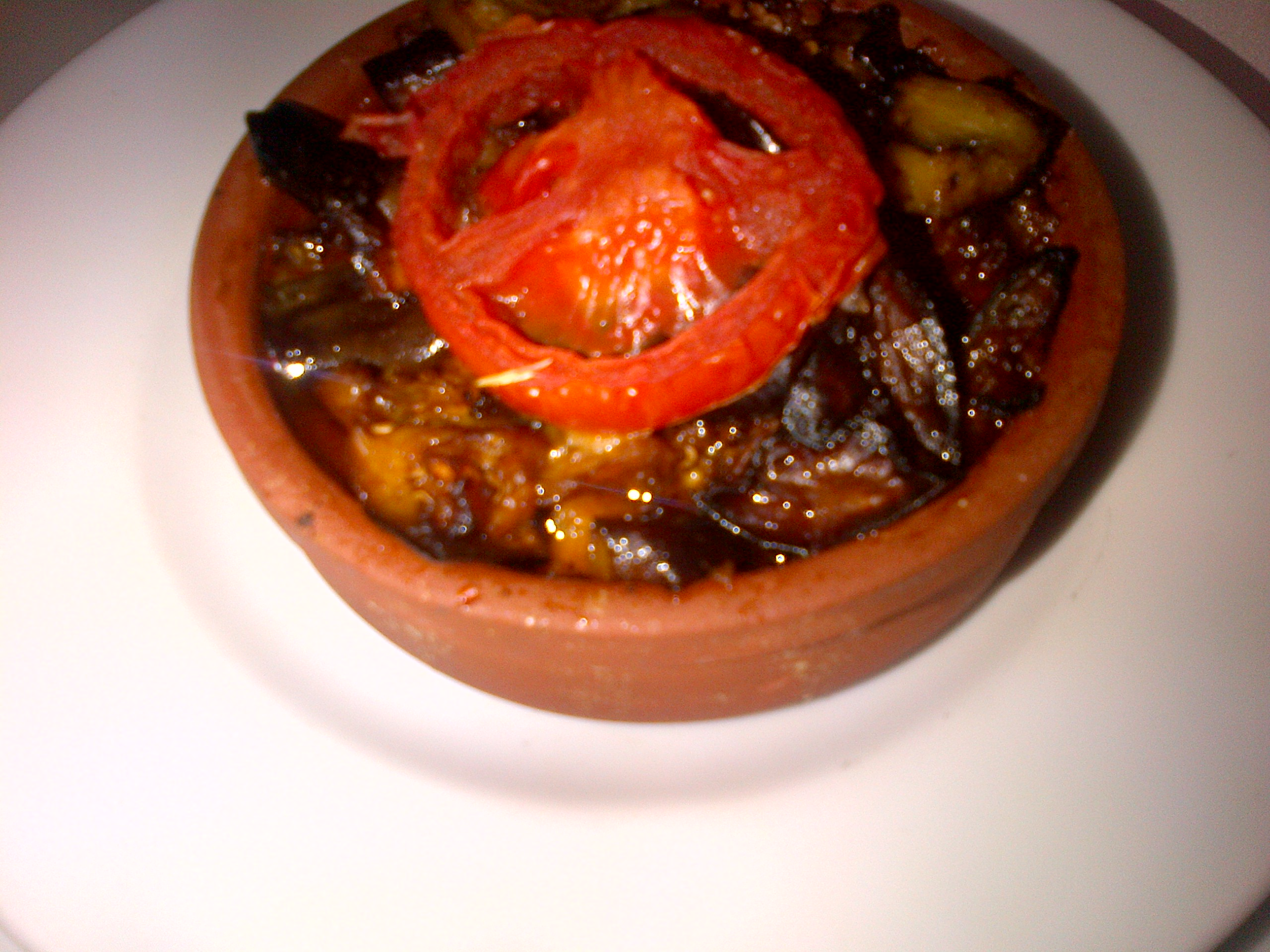
Etli patlıcan güveç: aubergines à la viande turques

## Les hachis cuits, lemaslūqet laburâniyyad’aubergines médiévales.
Plus généralement de pain d'aubergine appartient à la vaste diversité des hachis cuits, boulettes, pains de viande de l'ancien monde. On trouve au Moyen Âge, chez l'Anonyme andalou (L71) un hachis frit d'aubergines bouillies مسلوق (maslūq: bouilli) pilées avec sel et chapelure, garum, coriandre, poivre et cannelle, mélangées à des œufs, servies sur des feuilles de cédratier et de la menthe verte et une burâniyya (boulette) de viande, pain, aromates et pulpe d'aubergine (L199, G115), qui montrent que le pain d'aubergine est aussi ancien en occident que l'introduction de l'aubergine depuis le monde indien ,.

## Anthologie
- Correspondant particulier du journal Le Temps à Harar, Lettres d'Abyssinie, 18 avril 1892 (dans Le Temps du 26 août) [27].

« À notre retour, le comte Salimbeni, qui est un gastronome émérite et un cuisinier hors pair, qui se vante à bon droit d’être, en cette respectable matière, un élève du “grand Gouffé“, nous régale d’un polpettone de sa façon qui m’attendrit par son savoureux aspect. Un bon plat et un bon appétit, il n’y a rien comme cela pour rapprocher les peuples les plus latins du monde. »

- Correspondant du Harper's Magazine en visite à Plaisance. Le Figaro, 25 août 1906[28] (version orthographiée avec un seul t)

« Lorsque le repas fut servi, dit M. W.-L. Alden, et que nous eûmes mangé des tagliatelli alla Bolognese, puis du fritto misto et enfin du polpetone, le tout arrosé d'un excellent vin rouge et suivi d'un Parmesan qui pleurait sous le couteau, nous fûmes obligés de reconnaître que l'on pouvait manger en Italie, même à Plaisance. »